# Rajon Manhusch
Der Rajon Manhusch (ukrainisch Мангушський район/Manhuschskyj rajon; russisch Мангушский район/Manguschski rajon) war eine 1966 gegründete Verwaltungseinheit innerhalb der Oblast Donezk im Osten der Ukraine.

Flagge des Rajons

Der Rajon hatte eine Fläche von 795 km² und eine Bevölkerung von etwa 27.000 Einwohnern, der Verwaltungssitz befand sich in der Siedlung städtischen Typs Manhusch, der Rajon selbst trug bis zum 19. Mai 2016 den Namen Rajon Perschotrawnewe (ukrainisch Першотравневий район/Perschotrawnewyj rajon; russisch Першотравневый район/Perschotrawnewy rajon) und wurde dann im Rahmen der Dekommunisierung der Ukraine analog der bereits 1995 umbenannten Rajonshauptstadt umbenannt.
Am 17. Juli 2020 kam es im Zuge einer großen Rajonsreform zum Anschluss des Rajonsgebietes an den Rajon Mariupol.

## Geographie
Der Rajon lag im Südwesten der Oblast Donezk, er grenzte im Norden an den Rajon Nikolske, im Osten an die Stadt Mariupol, im Süden an das Asowsche Meer sowie im Südwesten an den Rajon Berdjansk (in der Oblast Saporischschja).

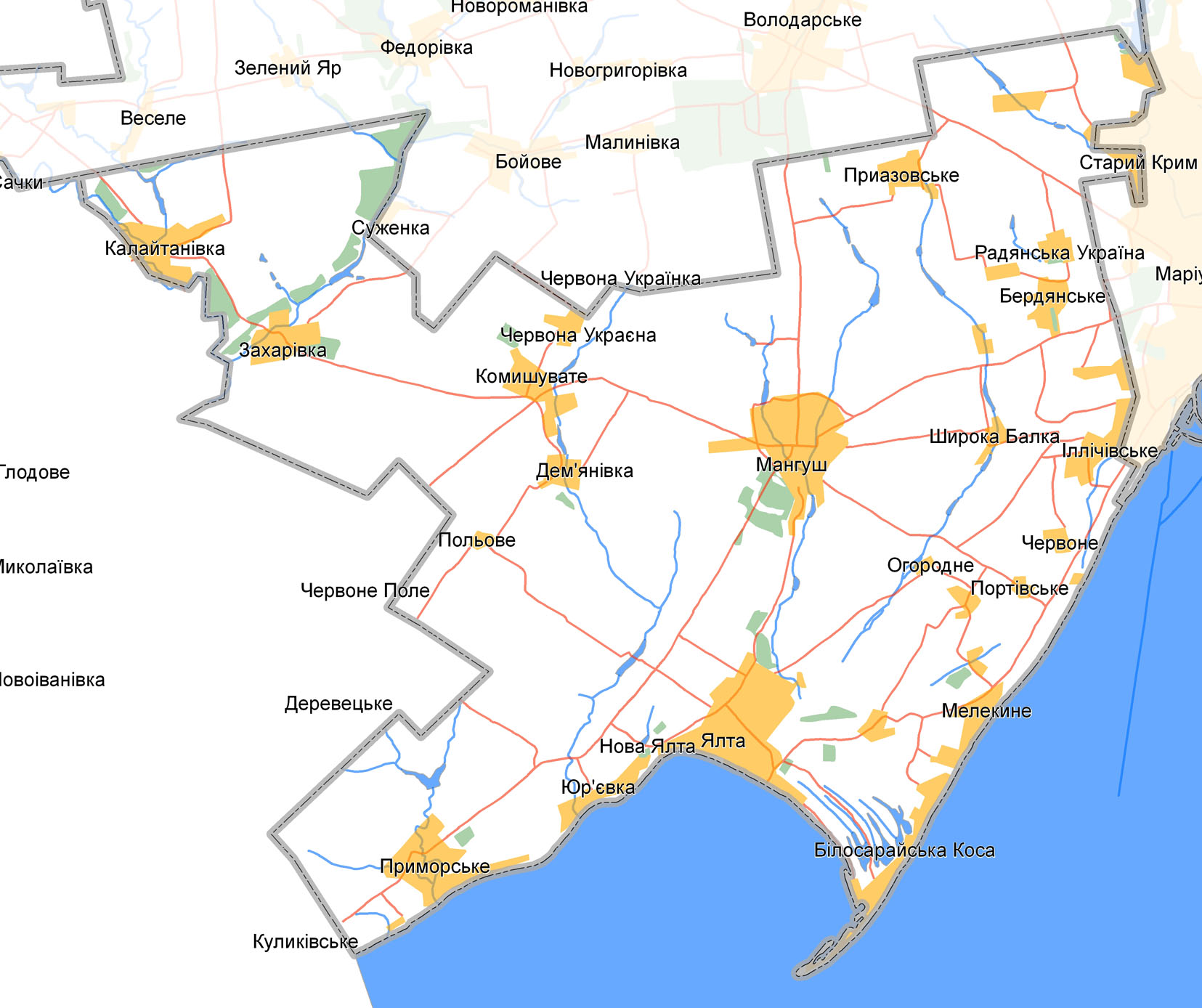
Übersichtskarte des Rajons

Durch das ehemalige Rajonsgebiet fließen die Flüsse Karatysch (Каратиш) sowie die Mokra Bilosarajka (Мокра Білосарайка), das Gebiet liegt im Küstenbereich des Asowschen Meeres, dabei ergeben sich Höhenlagen zwischen 20 und 140 Höhenmetern.

## Administrative Gliederung
Auf kommunaler Ebene war der Rajon in zwei Siedlungsratsgemeinden sowie 6 Landratsgemeinden unterteilt, denen jeweils einzelne Ortschaften untergeordnet waren.
Zum Verwaltungsgebiet gehörten:
- 2 Siedlungen städtischen Typs
- 23 Dörfer
- 1 Ansiedlung

### Siedlungen städtischen Typs
| Siedlungen städtischen Typs | Siedlungen städtischen Typs | Siedlungen städtischen Typs |
| Name                        | Name                        | Name                        |
| ukrainisch transkribiert    | ukrainisch                  | russisch                    |
| --------------------------- | --------------------------- | --------------------------- |
| Jalta                       | Ялта                        | Ялта                        |
| Manhusch                    | Мангуш                      | Мангуш (Mangusch)           |

### Dörfer und Siedlungen
| Dörfer                                   | Dörfer                        | Dörfer                                                           | Dörfer            |
| Name                                     | Name                          | Name                                                             | Gemeindezuordnung |
| ukrainisch transkribiert                 | ukrainisch                    | russisch                                                         | Gemeindezuordnung |
| ---------------------------------------- | ----------------------------- | ---------------------------------------------------------------- | ----------------- |
| Ahrobasa                                 | Агробаза                      | Агробаза (Agrobasa)                                              | Berdjanske        |
| Asowske                                  | Азовське                      | Азовское (Asowskoje)                                             | Jalta             |
| Babach-Tarama                            | Бабах-Тарама                  | Бабах-Тарама                                                     | Ursuf             |
| Berdjanske                               | Бердянське                    | Бердянское (Berdjanskoje)                                        | Berdjanske        |
| Bilosarajska Kosa                        | Білосарайська Коса            | Белосарайская Коса (Belosaraiskaja Kosa)                         | Melekine          |
| Burjakowa Balka                          | Бурякова Балка                | Буряковая Балка (Burjakowaja Balka)                              | Melekine          |
| Demjaniwka                               | Дем'янівка                    | Демьяновка (Demjanowka)                                          | Komyschuwate      |
| Hlyboke                                  | Глибоке                       | Глубокое (Glubokoje)                                             | Melekine          |
| Jurjiwka                                 | Юр'ївка                       | Юрьевка (Jurjewka)                                               | Jalta             |
| Komyschuwate                             | Комишувате                    | Камышеватое (Kamyschewatoje)                                     | Komyschuwate      |
| Melekine                                 | Мелекіне                      | Мелекино (Melekino)                                              | Melekine          |
| Ohorodnje                                | Огороднє                      | Огородное (Ogorodnoje)                                           | Melekine          |
| Pokrowske (bis 2016 Illitschiwske)       | Покровське (Іллічівське)      | Покровское (Pokrowskoje)/Ильичовское (Iljitschowskoje)           | Pokrowske         |
| Portiwske                                | Портівське                    | Портовское (Portowskoje)                                         | Melekine          |
| Pryasowske                               | Приазовське                   | Приазовское (Priasowskoje)                                       | Berdjanske        |
| Prymiske (bis 2016 Radjanska Ukrajina)   | Приміське (Радянська Україна) | Примисское (Primisskoje)/Радянская Украина (Radjanskaja Ukraina) | Berdjanske        |
| Sachariwka                               | Захарівка                     | Захаровка (Sacharowka)                                           | Starodubiwka      |
| Schewtschenko                            | Шевченко                      | Шевченко                                                         | Berdjanske        |
| Schyroka Balka                           | Широка Балка                  | Широкая Балка (Schirokaja Balka)                                 | Pokrowske         |
| Starodubiwka                             | Стародубівка                  | Стародубовка (Starodubowka)                                      | Starodubiwka      |
| Tscherwone                               | Червоне                       | Червоное (Tscherwonoje)                                          | Pokrowske         |
| Ukrajinka (bis 2016 Tscherwona Ukrajina) | Українка (Червона Україна)    | Украинка (Ukrainka)/Червоная Украина (Tscherwonaja Ukraina)      | Komyschuwate      |
| Ursuf                                    | Урзуф                         | Урзуф                                                            | Ursuf             |
| Siedlungen                               |                               |                                                                  |                   |
| Rybazke                                  | Рибацьке                      | Рыбацкое (Rybazkoje)                                             | Pokrowske         |